# Empidideicus efflatouni
Empidideicus efflatouni is een vliegensoort uit de familie van de Mythicomyiidae. De wetenschappelijke naam van de soort is voor het eerst geldig gepubliceerd in 1933 door Engel.